# ケニア山国立公園
ケニア山国立公園は、アフリカ第二位の山であるケニア山一帯を保護するために、1949年に設定された国立公園。標高5199mの山のうち、3350m以上の地域が対象となっている。自然林の保護区も含むが、森林保護区設定は国立公園に先んじるものであった。1978年に生物圏保護区 (MAB) にも登録されており、1997年にはユネスコの世界遺産にも登録された。
ケニア山国立公園はグレビーシマウマの最大の生息地である。他にはテリハトキ、シロハラクマタカ、アビシニアトラフズク、ウロコシャコ、オグロツグミヒタキ、エンビアマツバメ、シロハラアマツバメ、タイヨウチョウ科などの鳥類が生息しており、比較的標高の低い地域にはコロブスなどのサルおよびアフリカスイギュウなどが見られる。低地の森林と竹林にはモリイノシシ、シロオマングース、クロサイ、スニ、ズグロダイカー、ヒョウ、キノボリハイラックス属、ゾウなどが生息し、ムーア地帯にはケニアサンモリジャコウネズミ、サバンナダイカー、イワダヌキ目などが、ケニア山の北斜面とヒンダー・バレーにはデバネズミがそれぞれ生息している。
一帯は火山の堆積物で土壌が肥沃であり、斜面を大量の水が流れてくれることから農業に適している。このため、境界領域での人口増加が進んでおり、一部地域ではゾウなどが農地に迷い込まないように通電させた防壁を設置している場所もある。
植生に関しては、いわゆるジャイアントロベリアやジャイアントセネシオといった巨大な草本の群落が見られる点が特色の一つであり、固有種も数種類存在する（参照: ケニア山#植物相）。

## 世界遺産
1997年にケニア山国立公園などが、「ケニア山国立公園 / 自然林」(Mount Kenya National Park/Natural Forest ; Parc national/Forêt naturelle du mont Kenya) として登録され、2013年にレワ野生生物保全地域を加える形で拡大登録された。

### 登録基準
この世界遺産は世界遺産登録基準のうち、以下の条件を満たし、登録された（以下の基準は世界遺産センター公表の登録基準からの翻訳、引用である）。
- (7) ひときわすぐれた自然美及び美的な重要性をもつ最高の自然現象または地域を含むもの。
- (9) 陸上、淡水、沿岸および海洋生態系と動植物群集の進化と発達において進行しつつある重要な生態学的、生物学的プロセスを示す顕著な見本であるもの。